# Bornes-colonnes de la forêt de Chaux
Les bornes-colonnes de la forêt de Chaux, aussi appelées colonnes-guidons voire colonnes Guidon, sont un ensemble de huit colonnes érigées en 1826 par les Eaux et Forêts au cœur de la forêt de Chaux, dans le département du Jura. Elles sont placées aux principaux carrefours de la forêt, alignées d'ouest en est le long de sa route centrale, pour servir de bornes géographiques.
Il en subsiste sept aujourd'hui, la septième ayant été retirée pendant la Seconde Guerre mondiale. Elles sont inscrites aux monuments historiques depuis 2013.

## Histoire
En 1776, la forêt de Chaux est choisie pour répondre aux besoins en bois des chaudières de la saline royale d'Arc-et-Senans, qui sera mise en service trois ans plus tard. À cette occasion, la forêt est divisée en seize triages, un système instauré un siècle plus tôt par l'ordonnance de 1669. Les triages de la forêt de Chaux sont orientés nord-sud, de part et d'autre de la route forestière du Grand Contour qui traverse la forêt d'ouest en est.
En 1824, pour matérialiser les limites de ces seize triages, il est décidé d'implanter huit bornes géographiques, qui prendront la forme de colonnes monumentales. Elles auront également une fonction de signalisation et d'orientation (guide, ou dans le français de l'époque, guidon), d'où probablement leur appellation de colonnes-guidons.
Les colonnes sont commandées par les Eaux et Forêts à l'architecte Champonnois l'aîné, déjà auteur du château de Syam à Champagnole. Il présente un devis le 1er décembre 1824, et les colonnes sont édifiées en 1825 et 1826,. Les huit colonnes auront coûté 4 413,12 francs de l'époque.
D'autres sources indiquent que les colonnes sont conçues par Claude-Nicolas Ledoux en même temps que la saline royale,, mais qu'elles ne sont édifiées qu'en 1815,. La date de 1826 est cependant gravée sur la première colonne, ce qui invalide cette assertion.

Le conservateur régional des bâtiments de France, Georges Goix, tente de faire protéger les colonnes aux monuments historiques en 1970, mais n'y parvient pas. L'ensemble des colonnes d'origine est finalement inscrit aux monuments historiques par arrêté du 5 novembre 2013. 

### 7ecolonne
La 7e colonne, qui se situait à l'intersection du Grand Contour et de la route départementale 31, n'existe plus car devenue gênante pour la circulation. En effet, un rapport du service vicinal du 28 avril 1938 met en évidence la dangerosité de l'édifice sur cet axe de communication. Ce rapport est transmis à l'administration des Eaux et Forêts en lui demandant d'envisager au plus tôt la démolition de la 7e colonne. L'administration des Eaux et Forêts ordonne le 7 mai 1938 la suppression de cet ouvrage qui intervient en 1941. Les pierres issues de la démolition servent à l'empierrement de quelques entrées de lignes forestières situées à proximité.
Cependant, une autre version affirme que cette 7e colonne est démontée et emportée par les soldats allemands lors de la Seconde Guerre mondiale.

### 5ecolonne
Le 19 décembre 2008, la cinquième colonne est renversée par un camion, et s'effondre. Les éléments récupérables sont évacués aux Baraques du 14. Après deux ans d'absence, elle est reconstruite en décembre 2011,.

## Description

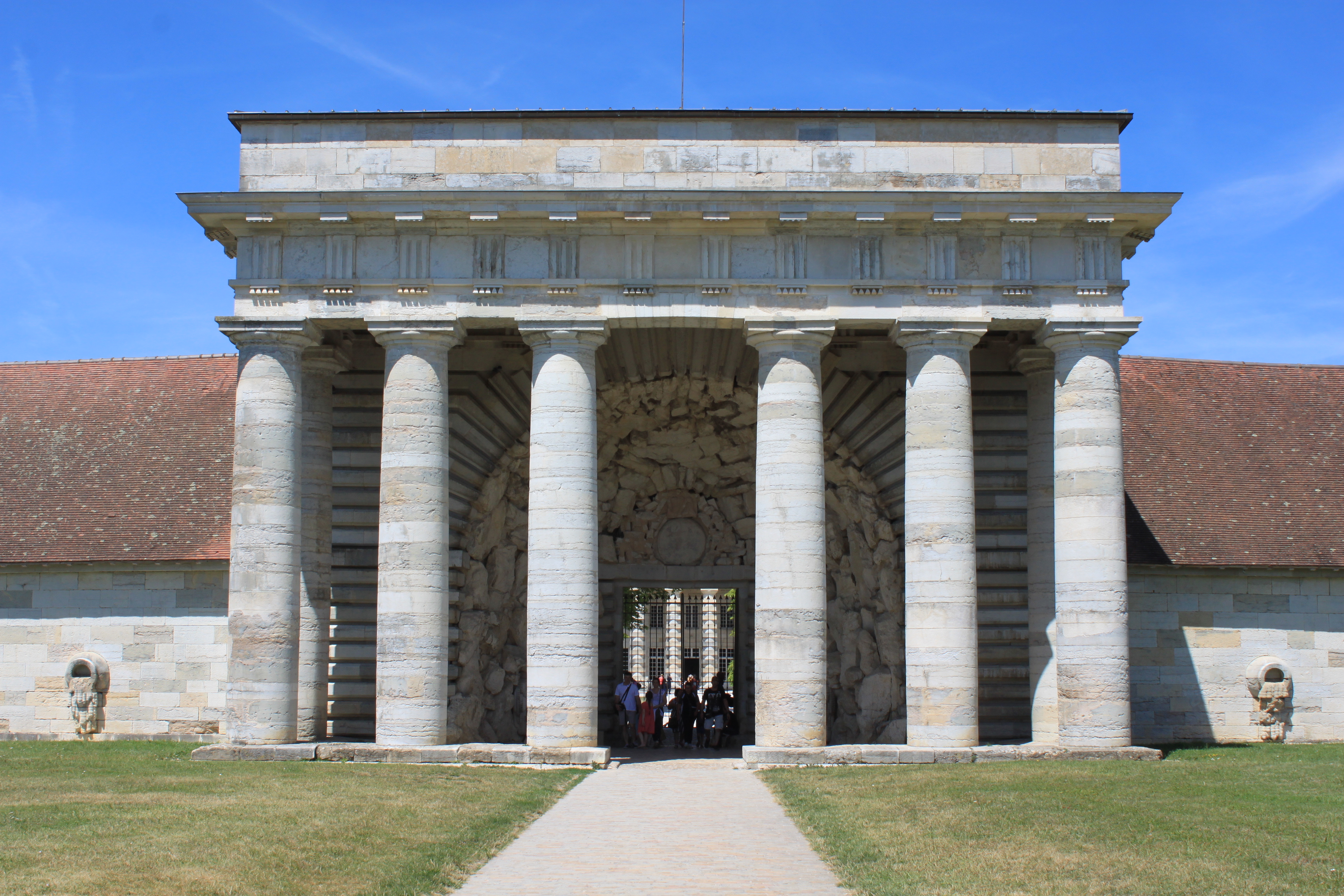
Bâtiment des gardes de la saline d'Arc-et-Senans, inspiration des colonnes de la forêt de Chaux.

Les colonnes sont réalisées en pierre provenant de carrières locales, possiblement celles de Courtefontaine et Bévoye.
Elles prennent la forme de colonnes doriques,,, rappelant celles du péristyle du bâtiment des gardes à la saline d'Arc-et-Senans.
Elles mesurent 5 mètres sous le chapiteau. Plus précisément, la première colonne a une hauteur totale de 5,35 mètres et 4,95 mètres sous le chapiteau. Son diamètre est de 1,14 mètre à la base et 0,80 mètre au sommet.
Les colonnes reposent sur une fondation de 1,50 mètre de profondeur dont le fond est une grille composée de bois de chêne.
Sur le chapiteau sont gravés :
- sur les faces nord et sud : respectivement « E à O » et « O à E », pour indiquer les points cardinaux[2] ;
- sur les deux autres faces : les noms des villages situés à l'extrémité des routes transversales.

Les numéros de triage sont inscrits sur le bossage en dessous du chapiteau.
| Points cardinaux (« O à E ») sur la 1re borne. | « La Loye » sur la 1re borne. | « Belmont » sur la 2e borne. Sur le bossage, les numéros de triage 12 et 16. |

## Localisation
Les colonnes sont alignées sur environ 19 kilomètres le long de la route du Grand Contour, la route principale traversant d'ouest en est la forêt de Chaux, dans le département du Jura.
La première colonne se situe à l'ouest près de Dole, et la huitième à l'est près de Fourg et Courtefontaine.

Les colonnes se situent au tripoint ou au quadripoint de trois ou quatre communes, à l'exception de la 3e colonne, depuis la fusion en 1973 des anciennes communes d'Éclans et de Nenon en une seule, Éclans-Nenon.
| No | Communes                        | Communes                        | Coordonnées géographiques       | Routes transervsales   | Routes transervsales | Distance à la borne suivante | Site géodésique de l'IGN | Photo |
| No | Nord                            | Sud                             | Coordonnées géographiques       | Nord                   | Sud                  | Distance à la borne suivante | Site géodésique de l'IGN | Photo |
| -- | ------------------------------- | ------------------------------- | ------------------------------- | ---------------------- | -------------------- | ---------------------------- | ------------------------ | ----- |
| 1  | Dole                            | La Loye                         | 47° 03′ 10,6″ N, 5° 32′ 55,8″ E | Route des Prés Gaulard | Route des Italiens   | 2,8 km                       | 3919803                  |       |
| 1  | Falletans                       | La Loye                         | 47° 03′ 10,6″ N, 5° 32′ 55,8″ E | Route des Prés Gaulard | Route des Italiens   | 2,8 km                       | 3919803                  |       |
| 2  | Augerans                        | 47° 03′ 39″ N, 5° 35′ 02,4″ E   | Route Vaulot                    | Route Vaulot           | 3,7 km               | 3904801                      |                          |       |
| 2  | Belmont                         | 47° 03′ 39″ N, 5° 35′ 02,4″ E   | Route Vaulot                    | Route Vaulot           | 3,7 km               | 3904801                      |                          |       |
| 3  | Nenon (ancienne)                | La Vieille-Loye                 | 47° 04′ 16,6″ N, 5° 37′ 49,9″ E | Route Lainez           | Route Lainez         | 1,2 km                       | 3955902                  |       |
| 3  | Éclans (ancienne)               | La Vieille-Loye                 | 47° 04′ 16,6″ N, 5° 37′ 49,9″ E |                        |                      | 1,2 km                       | 3955902                  |       |
| 4  | 47° 04′ 28,4″ N, 5° 38′ 42,4″ E | La Vieille-Loye                 | Route Huffel                    | Route Gilardoni        | 2,1 km               | 3950201                      |                          |       |
| 4  | 47° 04′ 28,4″ N, 5° 38′ 42,4″ E | Our                             | Route Huffel                    | Route Gilardoni        | 2,1 km               | 3950201                      | Santans                  |       |
| 5  | 47° 04′ 49,2″ N, 5° 40′ 15,6″ E | Our                             | Route Grandjean                 | Route Guiseul          | 2,7 km               | 3924901                      | Santans                  |       |
| 5  | 47° 04′ 49,2″ N, 5° 40′ 15,6″ E | Étrepigney                      | Route Grandjean                 | Route Guiseul          | 2,7 km               | 3924901                      | Germigney                |       |
| 6  | Chatelay                        | Étrepigney                      | 47° 05′ 16,9″ N, 5° 42′ 18,2″ E | Route Brenot           | Route Brenot         | 3,1 km                       | 3914901                  |       |
| 6  | Plumont                         | Chissey-sur-Loue                | 47° 05′ 16,9″ N, 5° 42′ 18,2″ E | Route Brenot           | Route Brenot         | 3,1 km                       | 3914901                  |       |
| 7  | Plumont                         | Chissey-sur-Loue                | 47° 05′ 48″ N, 5° 44′ 37,1″ E   | RD 31                  | RD 31                | 3,5 km                       |                          |       |
| 7  | Fraisans                        | Chissey-sur-Loue                | 47° 05′ 48″ N, 5° 44′ 37,1″ E   | RD 31                  | RD 31                | 3,5 km                       |                          |       |
| 8  | Chissey-sur-Loue                | 47° 06′ 23,3″ N, 5° 47′ 14,5″ E |                                 |                        |                      |                              |                          |       |
| 8  | Chissey-sur-Loue                | 47° 06′ 23,3″ N, 5° 47′ 14,5″ E | Courtefontaine                  |                        |                      |                              |                          |       |